# Askov (Dania)
Askov – miasto w Danii, w regionie Dania Południowa, w gminie Vejen.